# Алуща
Алуща (на украински: Алушта; на кримскотатарски: Алушта, Aluşta) е град в Украйна, известен курорт, разположен на Кримския полуостров.

## История
Крепостта Алустон (гръцкото име на града) е построена през 6 век при император Юстиниан I.

## Население
Населението на града е от 28 642 души към 1 януари 2012 г. По етнически състав включва:
- руснаци – 67,1 %
- украинци – 23 %
- кримски татари – 5,9 %
- беларуси – 1,4 %
- поляци – 0,2 %
- молдавци – 0,2 %[1]

- Паметник на освободителите
- Генуезката кула от 15 век
- Алущински резерват

## Побратимени градове
| Страна    | Град       |
| САЩ       | Санта Круз |
| Финландия | Янекоски   |
| Русия     | Дубна      |
| Италия    | Капри      |
| Турция    | Синоп      |
| Полша     | Джержоньов |